# Liste der JJA-Awards-Sieger der 1990er Jahre
Die Liste der JJA Awards der 1990er Jahre führt alle Preise (Jazz Awards) auf, die von der US-amerikanischen Jazz Journalists Association von 1997 bis 1999 vergeben wurden, unterteilt in Musiker- und Jazz-Journalismus-Kategorien.

## Kategorie der Jazzmusiker

### Preis für das Lebenswerk (Lifetime Achievement)
- 1997: Benny Carter
- 1998: Max Roach
- 1999: Sonny Rollins

### Musiker des Jahres (Musician of the Year)
- 1996/97: Ornette Coleman
- 1998: Sonny Rollins
- 1999: Dave Douglas

### Album des Jahres (Album of the Year)
- 1997: Live at the Village Vanguard – Joe Lovano Quartet (Blue Note)
- 1998: Monk on Monk – T. S. Monk (N2K Encoeded Music)
- 1999: Gershwin's World – Herbie Hancock (Verve)

### Bigband-Album des Jahres (Big Band Album of the Year)
- 1997: Live In Time – Mingus Big Band (Dreyfus)

ab 1998 nicht mehr vergeben

### Wiederveröffentlichung des Jahres (Reissue of the Year)
- 1997: The Complete Columbia Sessions 1965-1968 – Miles Davis and Gil Evans (Columbia)
- 1998: The Complete Columbia Studio Recordings – Miles Davis (Columbia)
- 1999: 1965-68 Miles Davis Quintet (Columbia)

### Bester Veranstaltungsort (Best Venue)
- 1997: Village Vanguard

### Arrangeur/Komponist
- 1997: Maria Schneider
- 1998: Maria Schneider
- 1990: Dave Douglas

### Bester Vokalist
- 1997: Cassandra Wilson
- 1998:
  - Best Male Vocalist: Joe Williams
  - Best Female Vocalist: Dee Dee Bridgewater
- 1999:
  - Best Male Vocalist: Andy Bey
  - Best Female Vocalist: Cassandra Wilson

### Nachwuchsmusiker (Best New Artist)/Debütalbum (Recording Debut of the Year)
- 1997: Nicholas Payton
- 1998: Olu Dara
- 1999: Cloud of Red Dust, Stefon Harris (Recording Debut of the Year)

### Bester Improvisator
- 1998: Sonny Rollins

ab 1998 nicht mehr vergeben

### Bester Begleitmusiker (Best Sideman)
- 1997: Kenny Barron

ab 1998 nicht mehr vergeben

### Stylistic Fusion Artist/Band of the Year
- 1999: Olu Dara

nach 1999 nicht mehr vergeben

### Radio Friendly Jazz Artist of the Year
- 1999: Pat Metheny

nach 1999 nicht mehr vergeben

### Innovator/Explorer of the Year
- 1999: Dave Douglas

nach 1999 nicht mehr vergeben

### Beste Bigband
- 1997: Mingus Big Band
- 1998: Mingus Big Band
- 1999: Mingus Big Band

### Beste Combo
- 1998: Roy Hargrove's Crisol
- 1999: Dave Holland Quintet

### Beste Latin-Jazzband
- 1998: Fort Apache Band (Jerry Gonzalez)

### Trompete
- 1998: Dave Douglas
- 1999: Dave Douglas

### Altsaxophon
- 1998: Jackie McLean
- 1999: Kenny Garrett

### Tenorsaxophon
- 1998: Sonny Rollins
- 1999: Joe Lovano

### Andere Holzblasinstrumente (Other reeds/winds)
- 1998: Steve Lacy
- 1999: Steve Lacy

### Posaune
- 1998: J. J. Johnson
- 1999: Steve Turre

### Keyboard/Piano
- 1998: Kenny Barron
- 1999: Kenny Barron

### Gitarre
- 1998: Bill Frisell
- 1999: Bill Frisell

### Bass
- 1998: Charlie Haden
- 1999: Dave Holland

### Schlagzeug
- 1998:	Roy Haynes
- 1999: Billy Higgins

### Selten gespielte Instrumente (Best Miscellaneous Instrumentalist)
- 1998: Milt Jackson (Vibraphon)
- 1999: Regina Carter (Geige)

### Vibraphon
- 1999: Milt Jackson

## Jazz-Journalismus-Kategorien (Jazz Journalism Categories)

### Preis für das Lebenswerk im Jazz-Journalismus (Jazz Journalism Lifetime Achievement)
- 1999: Stanley Dance

### The Willis Conover Award for Broadcasting
- 1997: Marian McPartland
- 1999: Billy Taylor

### The Lona Foote–Bob Parent Award for Photography
- 1997: William Claxton
- 1998: nicht vergeben
- 1999: William Gottlieb

### The Helen Dance–Robert Palmer Award for Review and Feature Writing
- 1998: Whitney Balliett
- 1999: Gary Giddins

### Bestes Buch
- 1999: Visions In Jazz – Gary Giddins

### Film des Jahres
- 1999: Mingus - Triumph of the Underdog, von Don McGlynn (Regie)

### Website des Jahres
- 1999: JazzTimes